# Прат-де-ла-Риба, Энрик
Энри́к Прат-де-ла-Ри́ба-и-Сарра́ (кат. Enric Prat de la Riba i Sarrà; 29 ноября 1870, Кастельтерсоль — 1 августа 1917, там же) — каталонский политический и культурный деятель, один из основателей движения каталонских националистов в конце XIX столетия, публицист и теоретик каталонизма.

## Биография
Родился в зажиточной семье. Изучал юриспруденцию в университетах Барселоны и Мадрида. В 1887 году Энрик Прат поступает в Центр каталонского образования (Centre Escolar Catalanista), где впервые было сформулировано определение каталонизма. В 1890 году он становится президентом этого учреждения. В 1892 году он в качестве секретаря вёл заседания, на котором была принята Манресская программа заложившая основы для автономии Каталонии. Энрик Прат был одним из зачинателей культурного каталонского национального движения новесентизм.
Будучи президентом городского совета Барселоны, Энрик Прат в 1907 году основывает Институт изучения Каталонии. Равным образом он был инициатором создания Каталонского содружества, первым президентом которого и оставался — с 6 апреля 1914 года и вплоть до своей кончины. Каталонское содружество отвечало за осуществление важных строительных сооружений, транспортных и культурных проектов, многие из которых сохраняют своё значение и по сей день.
Энрик Прат-де-ла-Риба является автором ряда политических произведений, сыгравших немалую роль в пробуждении национальных чувств среди каталонцнев конца XIX — начала XX веков.
Похоронен на Монжуикском кладбище (кат. Cementiri de Montjuïc) в Барселоне.

## Сочинения (избранное)
- Missatge al Rei dels Hel·lens (1897)
- Compendi de la doctrina catalanista
- Compendi de la Història de Catalunya
- La nacionalitat catalana (1906)